# Evergestis africalis
Evergestis africalis ist ein Schmetterling aus der Familie der Crambiden (Crambidae).

## Merkmale
Die Falter erreichen eine Flügelspannweite von 30 bis 32 Millimeter. Beide Geschlechter haben einen schlanken Körper. Die Vorderflügel sind langgestreckt und haben einen spitzen Apex. Das fahl bräunliche Saumfeld ist schräg und mit einigen eingestreuten hellbraunen Schuppen versehen. Ein hellbrauner basaler Strich reicht bis zur inneren Querlinie, die nur durch einen schrägen bräunlichen Fleck distal an der Spitze des Basalstrichs angedeutet ist. Eine auffallendere schräg verlaufende bräunliche Linie beginnt an der Flügelspitze und trifft bei 2/3 der Vorderflügellänge auf den Flügelinnenrand. Am Vorderrand der Zelle befinden sich zwei winzige Diskalflecke. Die Saumlinie ist blass hellbraun und hat an einigen Aderenden kleine dunkle Flecke. Die Fransenschuppen sind weißlich und werden durch zwei dünne braune Linien unterteilt. Die Hinterflügel sind weißlich strohgelb und fahler als die Vorderflügel. Die äußere Querlinie ist durch eine Reihe kleiner Punkte angedeutet. Entlang des Flügelaußenrandes befinden sich ebenfalls winzige Punkte. Die Fransenschuppen sind weiß. Die Flügelunterseiten ähneln den Oberseiten, nur auf der Vorderflügelunterseite befindet sich ein rundlicher dunkler Diskalfleck. Die Exemplare aus Südafrika sind deutlich kleiner.
Bei den Männchen ist der Uncus an der Spitze knollenförmig und unbehaart. Der Gnathos ist breit und dolchförmig. Er besitzt drei sehr kurze, stumpfe apikale Zähne. Die Valven sind breit, parallelwandig und haben eine behaarte Oberfläche. Die Spitzen sind schräg abgerundet und die Costa ist an der Basis verdickt. Die gefaltete Basis bildet einen deutlichen Sacculus. Das Klammerorgan (Clasper) fehlt. Der Phallus ist nahezu gerade und hat eine abgeflachte Basis. Der distale Teil ist papillös und mit einem zungenförmigen Band versehen, auf dem sich eine Cornuti-Gruppe befindet.
Die Genitalarmatur der Weibchen ist unbekannt.

## Verbreitung
Evergestis africalis ist in Sizilien, Nordafrika (Algerien), Südafrika und im Iran verbreitet.

## Biologie
Die Präimaginalstadien sind unbekannt. In Algerien wurden Falter im Oktober gefangen.

## Systematik
Aus der Literatur sind folgende Synonyme bekannt:
- Pionea africalis Guenée, 1854
- Pionea zonalis La Harpe, 1860
- Rivula vicarialis Walker, 1866
- Scopula concisalis Walker, 1866
- Botys orbitalis Felder & Rogenhofer, 1875

## Belege
1. 1 2 3 4 5 6  Barry Goater, Matthias Nuss, Wolfgang Speidel: Pyraloidea I (Crambidae, Acentropinae, Evergestinae, Heliothelinae, Schoenobiinae, Scopariinae). In: P. Huemer, O. Karsholt, L. Lyneborg (Hrsg.): Microlepidoptera of Europe. 1. Auflage. Band 4. Apollo Books, Stenstrup 2005, ISBN 87-88757-33-1, S. 87 (englisch).
2. ↑  Evergestis africalis bei Fauna Europaea. Abgerufen am 27. September 2013
3. ↑  Global Information System on Pyraloidea (GlobIZ). Abgerufen am 26. September 2013.